# Peter Kirmße
Peter Kirmße (* 1936 in Sonneberg; † 23. September 2012) war ein deutscher Politiker (SPD).

## Leben
Peter Kirmße besuchte zunächst die achtklassige Grundschule und machte danach eine Berufsausbildung als Elektroinstallateur und ein Fachschulstudium in Ilmenau und Velten, wo er dann Ingenieur für Elektromaschinenbau wurde. Er studierte Schwachstromtechnik im Bereich der Automatisierungstechnik an der Technischen Universität Dresden und wurde Diplom-Ingenieur. Es folgte ein pädagogisches Zusatzstudium und die Promotion, ebenfalls an der TU Dresden. Kirmße war Leiter der Abteilung Automatisierungsanlagen an der Ingenieur-Schule für Elektrotechnik in Velten.
Nachdem er in der Bürgerbewegung tätig gewesen war, trat Kirmße im Januar 1990 in die SPD ein. Dort war er Mitarbeiter in der Arbeitsgruppe Bildung beim Parteivorstand. Bei der Landtagswahl in Brandenburg 1990 gewann er im Wahlkreis Oranienburg III – Nauen II das Direktmandat und zog so in den Landtag ein. Er vertrat die Städte Bötzow, Falkensee, Hennigsdorf und Schönwalde in der Nähe von Berlin.
Ab 1. Juli 1991 war er Leiter des Aufbaustabes des Polizeipräsidiums Oranienburg der Polizei Brandenburg, dessen Präsident er auch ab 1. November 1991 wurde. Daraufhin schied er am 19. Dezember 1991 vorzeitig aus dem Landtag aus, sein Nachfolger war Siegfried von Rabenau. Nach Auflösung des Polizeipräsidiums im Juni 2002 wurde er Präsident der Fachhochschule der Polizei des Landes Brandenburg in Basdorf und Oranienburg. Nachdem er dieses Amt zum 1. März 2004 altersbedingt aufgab, wurde er ehrenamtlicher Landeswahlleiter des Landes Brandenburg.